# Калојан (севастократор)
Севастократор Калојан је севастократор Софије (Средец) и региона од 13. века.
Према ктиторском натпису у Бојанској цркви из 1259. године, севастократор Калојан је „краљевски рођак“ и „унук светог Стефана, краља српског“, тј. Стефан Првовенчани. Верује се да је рођак цара Константина Асена. Заправо, ово је једини писани извор који даје аутентичне податке о идентитету севастократора.